# Arrondissement de Prüm (1816-1970)

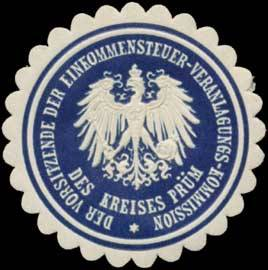
Sceau à cacheter du président de la commission d'évaluation de l'impôt du district de Prüm

L'arrondissement de Prüm existe de 1816 à 1970 dans le district de Trèves et correspond à peu près au territoire actuel des communes fusionnées de Prüm et Arzfeld. Les communes de Birresborn, Densborn, Duppach, Hallschlag, Kerschenbach, Kopp, Mürlenbach, Oos, Ormont, Reuth, Scheid, Schönfeld, Schüller, Stadtkyll et Steffeln, qui en font également partie, sont rattachées à l'arrondissement de Daun.

## Géographie
L'arrondissement a une superficie de 916 km². Au début de l'année 1969, il a des frontières communes avec l'arrondissement de Schleiden (de) (en Rhénanie-du-Nord-Westphalie) et les arrondissements de Daun, Wittlich et Bitburg (tous en Rhénanie-Palatinat). À l'ouest, il a des frontières à la Belgique et au Luxembourg.

## Histoire
L'arrondissement de Prüm avec le chef-lieu de Prüm est créé après le Congrès de Vienne en 1815/1816, lorsque la Rhénanie est rattaché au royaume de Prusse après la domination française. Jusqu'à cette époque, l'arrondissement de Prüm faisait partie du département de la Sarre, dont le siège est à Trèves. L'arrondissement de Prüm dépend désormais du district de Trèves dans la province prussienne de Rhénanie. En termes de superficie, c'est le plus grand arrondissement de Prusse, mais le plus petit en termes de population. Lorsque les arrondissements d'Eupen et de Malmedy, ainsi que Saint-Vith, sont rattachés en Belgique en 1919, la frontière occidentale de l'arrondissement de Prüm devient la frontière nationale.
Après la fin de la Seconde Guerre mondiale, le district de Trèves et ses arrondissements deviennent une partie de la zone d'occupation française, et après la dissolution de la Prusse, ils deviennent une partie du nouvel État fédéral de Rhénanie-Palatinat.
Lors de la réforme des arrondissements, entrée en vigueur le 7 novembre 1970, il fusionne avec l'arrondissement de Bitburg pour former le nouvel arrondissement de Bitburg-Prüm. Certaines administrations publiques sont retirées ou ne sont conservées qu'à Bitburg .
Par rapport à la situation géographique, on parle encore aujourd'hui d'ancien arrondissement de Prüm

## Évolution de la démographie
| Année | Habitants | Source |
| ----- | --------- | ------ |
| 1816  | 21 067    | [ 2 ]  |
| 1847  | 31.117    | [ 3 ]  |
| 1871  | 34 911    | [ 4 ]  |
| 1885  | 35 349    | [ 4 ]  |
| 1900  | 33 545    | [ 5 ]  |
| 1910  | 36 312    | [ 5 ]  |
| 1925  | 37 603    | [ 5 ]  |
| 1939  | 40 598    | [ 5 ]  |
| 1950  | 38 333    | [ 5 ]  |
| 1960  | 38 700    | [ 5 ]  |
| 1969  | 39 353    |        |

## Administrateurs de l'arrondissement
- 1816–1817: Wilhelm Cattrein (de)
- 1817:–9999 Matthias Rosbach (de)
- 1817–1819: Franz Karl Fürer (de)
- 1819–1834: Georg Bärsch
- 1834–1835: Franz Heinrich Rumschöttel (de)
- 1835–1850: Conrad Moritz (de)
- 1850–1851: Albert von Holleuffer (de)
- 1851–1858: Gustav Bournye
- 1858–1859: Ludwig Ferdinand Timme (de)
- 1859–1873: Alfred Graeff (de)
- 1873–1876: Hugo Strom (de)
- 1876–1882: August von Harlem (de)
- 1882–1886: Otto von Dewitz (de)
- 1886–1890: Hugo Brasch (de)
- 1890–1900: Friedrich Dombois (de)
- 1900–1903: August von Galen
- 1903–1907: Quirin Lancelle (de)
- 1908–1925: Joseph Burggraef (de)
- 1925–1945: Alexander Schlemmer (de)
- 1945–1946: Hubert Thome (de)
- 1946–1947: Jakob Schaefgen (de)
- 1947–1948: Peter Maria Roßmann (de)
- 1948–1952: Hans Rüdel (de)
- 1952–1959: Paul Leidinger (de)
- 1959–1963: Constantin Boden (de)[6]
- 1963–1970: Hermann Becker (de)

## Villes et communes
Avant le début des réformes territoriales en Rhénanie-Palatinat dans les années 1960, l'arrondissement de Prüm comprend les villes et communes suivantes :
- Arzfeld
- Auw bei Prüm
- Balesfeld
- Bellscheid
- Binscheid
- Birresborn
- Bleialf
- Brandscheid
- Buchet
- Büdesheim
- Burbach
- Dackscheid
- Dahnen
- Daleiden
- Dasburg
- Dausfeld
- Densborn
- Dingdorf
- Duppach
- Eilscheid
- Ellwerath
- Eschfeld
- Euscheid
- Feuerscheid
- Fleringen
- Giesdorf
- Gondelsheim
- Gondenbrett
- Greimelscheid
- Großkampenberg
- Großlangenfeld
- Habscheid
- Halenbach
- Hallschlag
- Hargarten
- Harspelt
- Heckhalenfeld
- Heckhuscheid
- Heilhausen
- Heisdorf
- Hermespand
- Herzfeld
- Hickeshausen
- Hollnich
- Hölzchen
- Huf
- Irrhausen
- Jucken
- Kerschenbach
- Kesfeld
- Kickeshausen
- Kinzenburg
- Kleinlangenfeld
- Kobscheid
- Kopp
- Kopscheid
- Krautscheid
- Lambertsberg
- Lascheid
- Lasel
- Laudesfeld
- Lauperath
- Leidenborn
- Lichtenborn
- Lierfeld
- Lünebach
- Lützkampen
- Manderscheid
- Masthorn
- Matzerath
- Mauel
- Merkeshausen
- Merlscheid
- Mürlenbach
- Neuendorf
- Neurath
- Niederhersdorf
- Niederlauch
- Niedermehlen
- Niederpierscheid
- Niederprüm
- Niederüttfeld
- Nimshuscheid
- Nimsreuland
- Oberhersdorf
- Oberlascheid
- Oberlauch
- Obermehlen
- Oberpierscheid
- Oberüttfeld
- Olmscheid
- Olzheim
- Oos
- Orlenbach
- Ormont
- Pintesfeld
- Pittenbach
- Plütscheid
- Preischeid
- Pronsfeld
- Prüm, ville
- Reiff
- Reipeldingen
- Reuth
- Ringhuscheid
- Rommersheim
- Roscheid
- Roth bei Prüm
- Scheid
- Schlausenbach
- Schönecken
- Schönfeld
- Schüller
- Schwirzheim
- Seiwerath
- Sellerich
- Sengerich
- Sevenig
- Stadtkyll
- Stalbach
- Staudenhof
- Steffeln
- Steinmehlen
- Strickscheid
- Stupbach
- Urb
- Wallersheim
- Wascheid
- Watzerath
- Wawern
- Waxweiler
- Weinsfeld
- Weinsheim
- Welchenhausen
- Willwerath
- Winringen
- Winterscheid
- Winterspelt
- Wischeid
- Zendscheid

Les communes de Berg et Großkampen fusionnent en 1914 pour former la commune de Großkampenberg. La commune de Wetteldorf est intégrée à Schönecken en 1960.

## Plaque d'immatriculation
Le 1er juillet 1956, le signe distinctif PRÜ est attribué à l'arrondissement lors de l'introduction des plaques d'immatriculation qui sont toujours en vigueur aujourd'hui. Il est émis jusqu'au 6 novembre 1970. En raison de la libéralisation des plaques d'immatriculation, il est disponible depuis le 14 novembre 2012 dans l'arrondissement d'Eifel-Bitburg-Prüm.